# Andrés Gabriel Ferrada Moreira
Andrés Gabriel Ferrada Moreira (ur. 10 czerwca 1969 w Santiago) – chilijski duchowny katolicki, arcybiskup, sekretarz Dykasterii ds. Duchowieństwa od 2021.

## Życiorys

### Prezbiterat
3 lipca 1999 otrzymał święcenia kapłańskie i został inkardynowany do archidiecezji Santiago. W 2006 uzyskał doktorat z teologii na Papieskim Uniwersytecie Gregoriańskim. Pracował głównie jako duszpasterz parafialny, był także m.in. dyrektorem ds. studiów oraz prefektem studiów teologicznych w archidiecezjalnym seminarium. W 2018 rozpoczął pracę w Kongregacji ds. Duchowieństwa.

### Episkopat
8 września 2021 papież Franciszek mianował go sekretarzem Kongregacji ds. Duchowieństwa oraz arcybiskupem tytularnym diecezji Tiburnia. Urząd sekretarza Kongregacji ds. Duchowieństwa objął 1 października 2021. Święcenia biskupie przyjął 17 października 2021 w bazylice św. Piotra w Watykanie. Głównym konsekratorem był papież Franciszek, a współkonsekratorami prefekci Kongregacji ds. Duchowieństwa - emerytowany kardynał Beniamino Stella i pełniący urząd arcybiskup Lazarus You Heung-sik. 18 maja 2024 został nominowany przez papieża Franciszka członkiem Dykasterii ds. Ewangelizacji, w Sekcji ds. Pierwszej Ewangelizacji i Nowych Kościołów partykularnych oraz  Dykasterii ds. Biskupów. 